# Tournoi de Londres de rugby à sept 2019
Le Tournoi de Londres de rugby à sept 2019 est la neuvième et avant-dernière étape de la saison 2018-2019 du World Rugby Sevens Series. Elle se déroule sur deux jours les 25 et 26 mai 2019 au stade de Twickenham de Londres en Angleterre.

## Équipes participantes
Seize équipes participent au tournoi (quinze équipes permanentes plus une invitée) :
- Afrique du Sud
- Angleterre
- Argentine
- Australie
- Canada
- Écosse
- Espagne
- États-Unis
- France
- Fidji
- Pays de Galles
- Japon
- Kenya
- Nouvelle-Zélande
- Samoa
- Irlande (invitée)

## Tournoi principal

### Phase de poules
Résultats et classements de la phase de poules. 

#### Poule A
| Rang | Pays           | J | V | N | D | Pm  | Pe  | Diff | Pts |
| ---- | -------------- | - | - | - | - | --- | --- | ---- | --- |
| 1    | Afrique du Sud | 3 | 3 | 0 | 0 | 134 | 35  | +99  | 9   |
| 2    | Canada         | 3 | 2 | 0 | 1 | 59  | 69  | -10  | 7   |
| 3    | Argentine      | 3 | 1 | 0 | 2 | 69  | 61  | +8   | 5   |
| 4    | Japon          | 3 | 0 | 0 | 3 | 19  | 116 | -97  | 3   |

| 25 mai 2019 | Argentine | 12 - 14 | Canada | Stade de Twickenham, Londres |
| 25 mai 2019 |           |         |        | Stade de Twickenham, Londres |
| 25 mai 2019 |           |         |        | Stade de Twickenham, Londres |

| 25 mai 2019 | Afrique du Sud | 49 - 0 | Japon | Stade de Twickenham, Londres |
| 25 mai 2019 |                |        |       | Stade de Twickenham, Londres |
| 25 mai 2019 |                |        |       | Stade de Twickenham, Londres |

| 25 mai 2019 | Argentine | 36 - 7 | Japon | Stade de Twickenham, Londres |
| 25 mai 2019 |           |        |       | Stade de Twickenham, Londres |
| 25 mai 2019 |           |        |       | Stade de Twickenham, Londres |

| 25 mai 2019 | Afrique du Sud | 45 - 14 | Canada | Stade de Twickenham, Londres |
| 25 mai 2019 |                |         |        | Stade de Twickenham, Londres |
| 25 mai 2019 |                |         |        | Stade de Twickenham, Londres |

| 25 mai 2019 | Canada | 31 - 12 | Japon | Stade de Twickenham, Londres |
| 25 mai 2019 |        |         |       | Stade de Twickenham, Londres |
| 25 mai 2019 |        |         |       | Stade de Twickenham, Londres |

| 25 mai 2019 | Afrique du Sud | 40 - 21 | Argentine | Stade de Twickenham, Londres |
| 25 mai 2019 |                |         |           | Stade de Twickenham, Londres |
| 25 mai 2019 |                |         |           | Stade de Twickenham, Londres |

#### Poule B
| Rang | Pays   | J | V | N | D | Pm | Pe | Diff | Pts |
| ---- | ------ | - | - | - | - | -- | -- | ---- | --- |
| 1    | Fidji  | 3 | 3 | 0 | 0 | 81 | 44 | +37  | 9   |
| 2    | France | 3 | 2 | 0 | 1 | 63 | 62 | +1   | 7   |
| 3    | Kenya  | 3 | 1 | 0 | 2 | 55 | 75 | -20  | 5   |
| 4    | Samoa  | 3 | 0 | 0 | 3 | 51 | 69 | -18  | 3   |

| 25 mai 2019 | Samoa | 14 - 22 | France | Stade de Twickenham, Londres |
| 25 mai 2019 |       |         |        | Stade de Twickenham, Londres |
| 25 mai 2019 |       |         |        | Stade de Twickenham, Londres |

| 25 mai 2019 | Fidji | 24 - 17 | Kenya | Stade de Twickenham, Londres |
| 25 mai 2019 |       |         |       | Stade de Twickenham, Londres |
| 25 mai 2019 |       |         |       | Stade de Twickenham, Londres |

| 25 mai 2019 | Samoa | 20 - 21 | Kenya | Stade de Twickenham, Londres |
| 25 mai 2019 |       |         |       | Stade de Twickenham, Londres |
| 25 mai 2019 |       |         |       | Stade de Twickenham, Londres |

| 25 mai 2019 | Fidji | 31 - 10 | France | Stade de Twickenham, Londres |
| 25 mai 2019 |       |         |        | Stade de Twickenham, Londres |
| 25 mai 2019 |       |         |        | Stade de Twickenham, Londres |

| 25 mai 2019 | France | 31 - 17 | Kenya | Stade de Twickenham, Londres |
| 25 mai 2019 |        |         |       | Stade de Twickenham, Londres |
| 25 mai 2019 |        |         |       | Stade de Twickenham, Londres |

| 25 mai 2019 | Fidji | 26 - 17 | Samoa | Stade de Twickenham, Londres |
| 25 mai 2019 |       |         |       | Stade de Twickenham, Londres |
| 25 mai 2019 |       |         |       | Stade de Twickenham, Londres |

#### Poule C
| Rang | Pays             | J | V | N | D | Pm | Pe | Diff | Pts |
| ---- | ---------------- | - | - | - | - | -- | -- | ---- | --- |
| 1    | Nouvelle-Zélande | 3 | 2 | 0 | 1 | 67 | 31 | +36  | 7   |
| 2    | Irlande          | 3 | 2 | 0 | 1 | 71 | 63 | +8   | 7   |
| 3    | Angleterre       | 3 | 2 | 0 | 1 | 58 | 54 | +4   | 7   |
| 4    | Écosse           | 3 | 0 | 0 | 3 | 40 | 88 | -48  | 3   |

| 25 mai 2019 | Nouvelle-Zélande | 21 - 7 | Écosse | Stade de Twickenham, Londres |
| 25 mai 2019 |                  |        |        | Stade de Twickenham, Londres |
| 25 mai 2019 |                  |        |        | Stade de Twickenham, Londres |

| 25 mai 2019 | Angleterre | 17 - 21 | Irlande | Stade de Twickenham, Londres |
| 25 mai 2019 |            |         |         | Stade de Twickenham, Londres |
| 25 mai 2019 |            |         |         | Stade de Twickenham, Londres |

| 25 mai 2019 | Nouvelle-Zélande | 34 - 7 | Irlande | Stade de Twickenham, Londres |
| 25 mai 2019 |                  |        |         | Stade de Twickenham, Londres |
| 25 mai 2019 |                  |        |         | Stade de Twickenham, Londres |

| 25 mai 2019 | Angleterre | 24 - 21 | Écosse | Stade de Twickenham, Londres |
| 25 mai 2019 |            |         |        | Stade de Twickenham, Londres |
| 25 mai 2019 |            |         |        | Stade de Twickenham, Londres |

| 25 mai 2019 | Écosse | 12 - 43 | Irlande | Stade de Twickenham, Londres |
| 25 mai 2019 |        |         |         | Stade de Twickenham, Londres |
| 25 mai 2019 |        |         |         | Stade de Twickenham, Londres |

| 25 mai 2019 | Angleterre | 17 - 12 | Nouvelle-Zélande | Stade de Twickenham, Londres |
| 25 mai 2019 |            |         |                  | Stade de Twickenham, Londres |
| 25 mai 2019 |            |         |                  | Stade de Twickenham, Londres |

#### Poule D
| Rang | Pays           | J | V | N | D | Pm | Pe | Diff | Pts |
| ---- | -------------- | - | - | - | - | -- | -- | ---- | --- |
| 1    | États-Unis     | 3 | 3 | 0 | 0 | 76 | 48 | +28  | 9   |
| 2    | Australie      | 3 | 2 | 0 | 1 | 87 | 41 | +46  | 7   |
| 3    | Pays de Galles | 3 | 1 | 0 | 2 | 57 | 73 | -16  | 5   |
| 4    | Espagne        | 3 | 0 | 0 | 3 | 34 | 92 | -58  | 3   |

| 25 mai 2019 | Australie | 28 - 10 | Pays de Galles | Stade de Twickenham, Londres |
| 25 mai 2019 |           |         |                | Stade de Twickenham, Londres |
| 25 mai 2019 |           |         |                | Stade de Twickenham, Londres |

| 25 mai 2019 | États-Unis | 29 - 5 | Espagne | Stade de Twickenham, Londres |
| 25 mai 2019 |            |        |         | Stade de Twickenham, Londres |
| 25 mai 2019 |            |        |         | Stade de Twickenham, Londres |

| 25 mai 2019 | Australie | 42 - 12 | Espagne | Stade de Twickenham, Londres |
| 25 mai 2019 |           |         |         | Stade de Twickenham, Londres |
| 25 mai 2019 |           |         |         | Stade de Twickenham, Londres |

| 25 mai 2019 | États-Unis | 28 - 26 | Pays de Galles | Stade de Twickenham, Londres |
| 25 mai 2019 |            |         |                | Stade de Twickenham, Londres |
| 25 mai 2019 |            |         |                | Stade de Twickenham, Londres |

| 25 mai 2019 | Pays de Galles | 21 - 17 | Espagne | Stade de Twickenham, Londres |
| 25 mai 2019 |                |         |         | Stade de Twickenham, Londres |
| 25 mai 2019 |                |         |         | Stade de Twickenham, Londres |

| 25 mai 2019 | États-Unis | 19 - 17 | Australie | Stade de Twickenham, Londres |
| 25 mai 2019 |            |         |           | Stade de Twickenham, Londres |
| 25 mai 2019 |            |         |           | Stade de Twickenham, Londres |

## Phase finale
Résultats et tableaux de la phase finale.

### Trophées

#### Cup
|  | Quarts de finale              | Quarts de finale              |                               |                               | Demi-finales                  | Demi-finales                  |    |  | Finale                        | Finale                        |
|  | Quarts de finale              | Quarts de finale              |                               |                               | Demi-finales                  | Demi-finales                  |    |  | Finale                        | Finale                        |
|  |                               |                               |                               |                               |                               |                               |    |  |                               |                               |
|  | 26 mai 2019 - 11:58 UTC±00:00 | 26 mai 2019 - 11:58 UTC±00:00 |                               |                               | 26 mai 2019 - 15:48 UTC±00:00 | 26 mai 2019 - 15:48 UTC±00:00 |    |  | 26 mai 2019 - 18:57 UTC±00:00 | 26 mai 2019 - 18:57 UTC±00:00 |
|  | 26 mai 2019 - 11:58 UTC±00:00 | 26 mai 2019 - 11:58 UTC±00:00 |                               |                               | 26 mai 2019 - 15:48 UTC±00:00 | 26 mai 2019 - 15:48 UTC±00:00 |    |  | 26 mai 2019 - 18:57 UTC±00:00 | 26 mai 2019 - 18:57 UTC±00:00 |
|  | Afrique du Sud                | 22                            |                               |                               | 26 mai 2019 - 15:48 UTC±00:00 | 26 mai 2019 - 15:48 UTC±00:00 |    |  | 26 mai 2019 - 18:57 UTC±00:00 | 26 mai 2019 - 18:57 UTC±00:00 |
|  | Afrique du Sud                | 22                            |                               |                               | 26 mai 2019 - 15:48 UTC±00:00 | 26 mai 2019 - 15:48 UTC±00:00 |    |  | 26 mai 2019 - 18:57 UTC±00:00 | 26 mai 2019 - 18:57 UTC±00:00 |
|  | Australie                     | 29                            |                               |                               | 26 mai 2019 - 15:48 UTC±00:00 | 26 mai 2019 - 15:48 UTC±00:00 |    |  | 26 mai 2019 - 18:57 UTC±00:00 | 26 mai 2019 - 18:57 UTC±00:00 |
|  | Australie                     | 29                            | Australie                     | 31                            |                               |                               |    |  | 26 mai 2019 - 18:57 UTC±00:00 | 26 mai 2019 - 18:57 UTC±00:00 |
|  | 26 mai 2019 - 12:20 UTC±00:00 |                               | Australie                     | 31                            |                               |                               |    |  | 26 mai 2019 - 18:57 UTC±00:00 | 26 mai 2019 - 18:57 UTC±00:00 |
|  |                               | France                        | 24                            |                               |                               |                               |    |  | 26 mai 2019 - 18:57 UTC±00:00 | 26 mai 2019 - 18:57 UTC±00:00 |
|  | Nouvelle-Zélande              | France                        | 24                            | 14                            |                               |                               |    |  | 26 mai 2019 - 18:57 UTC±00:00 | 26 mai 2019 - 18:57 UTC±00:00 |
|  | Nouvelle-Zélande              |                               |                               | 14                            |                               |                               |    |  | 26 mai 2019 - 18:57 UTC±00:00 | 26 mai 2019 - 18:57 UTC±00:00 |
|  | France                        | 19                            |                               |                               |                               |                               |    |  | 26 mai 2019 - 18:57 UTC±00:00 | 26 mai 2019 - 18:57 UTC±00:00 |
|  | France                        | 19                            | Australie                     | 7                             |                               |                               |    |  |                               |                               |
|  | 26 mai 2019 - 12:42 UTC±00:00 |                               | Australie                     | 7                             |                               |                               |    |  |                               |                               |
|  |                               | Fidji                         | 43                            |                               |                               |                               |    |  |                               |                               |
|  | États-Unis                    | Fidji                         | 43                            | 29                            |                               |                               |    |  |                               |                               |
|  | États-Unis                    | 26 mai 2019 - 16:10 UTC±00:00 |                               | 29                            |                               |                               |    |  |                               |                               |
|  | Canada                        | 14                            |                               |                               |                               |                               |    |  |                               |                               |
|  | Canada                        | 14                            | États-Unis                    | 10                            |                               |                               |    |  |                               |                               |
|  | 26 mai 2019 - 13:04 UTC±00:00 | 26 mai 2019 - 13:04 UTC±00:00 | États-Unis                    | 10                            | Match pour la 3e place        | Match pour la 3e place        |    |  |                               |                               |
|  | 26 mai 2019 - 13:04 UTC±00:00 | 26 mai 2019 - 13:04 UTC±00:00 |                               | Fidji                         | Match pour la 3e place        | Match pour la 3e place        | 17 |  |                               |                               |
|  | Fidji                         | 33                            | 26 mai 2019 - 18:32 UTC±00:00 | 26 mai 2019 - 18:32 UTC±00:00 |                               |                               | 17 |  |                               |                               |
|  | Fidji                         | 33                            | 26 mai 2019 - 18:32 UTC±00:00 | 26 mai 2019 - 18:32 UTC±00:00 |                               |                               |    |  |                               |                               |
|  | Irlande                       | 24                            |                               | France                        | 14                            |                               |    |  |                               |                               |
|  | Irlande                       | 24                            |                               | France                        | 14                            |                               |    |  |                               |                               |
|  |                               |                               |                               |                               |                               |                               |    |  | États-Unis                    | 31                            |
|  |                               |                               |                               |                               |                               |                               |    |  | États-Unis                    | 31                            |

Finale (Cup)
| 26 mai 2019 | Fidji | 43 - 7 (24-0) | Australie                                                       | Stade de Twickenham, Londres Arbitre : Richard Kelly |
| 26 mai 2019 | Essai(s) : Vilimoni Botitu (3e), Aminiasi Tuimaba (4e, 7e, 10e), Josua Vakurunabili (11e), Alasio Naduva (13e, 14e) Transformation(s) : Waisea Nacuqu (3e, 7e), Livai Ikanikoda (11e, 14e) |               | Essai(s) : Joe Pincus (9e) Transformation(s) : Josh Coward (9e) | Stade de Twickenham, Londres Arbitre : Richard Kelly |
| 26 mai 2019 | |               |                                                                 | Stade de Twickenham, Londres Arbitre : Richard Kelly |

#### Challenge Trophy
|  | Quarts de finale              | Quarts de finale              |                |    | Demi-finales                  | Demi-finales                  |  |  | Finale                        | Finale                        |
|  | Quarts de finale              | Quarts de finale              |                |    | Demi-finales                  | Demi-finales                  |  |  | Finale                        | Finale                        |
|  |                               |                               |                |    |                               |                               |  |  |                               |                               |
|  | 26 mai 2019 - 10:30 UTC±00:00 | 26 mai 2019 - 10:30 UTC±00:00 |                |    | 26 mai 2019 - 14:20 UTC±00:00 | 26 mai 2019 - 14:20 UTC±00:00 |  |  | 26 mai 2019 - 17:32 UTC±00:00 | 26 mai 2019 - 17:32 UTC±00:00 |
|  | 26 mai 2019 - 10:30 UTC±00:00 | 26 mai 2019 - 10:30 UTC±00:00 |                |    | 26 mai 2019 - 14:20 UTC±00:00 | 26 mai 2019 - 14:20 UTC±00:00 |  |  | 26 mai 2019 - 17:32 UTC±00:00 | 26 mai 2019 - 17:32 UTC±00:00 |
|  | Argentine                     | 28                            |                |    | 26 mai 2019 - 14:20 UTC±00:00 | 26 mai 2019 - 14:20 UTC±00:00 |  |  | 26 mai 2019 - 17:32 UTC±00:00 | 26 mai 2019 - 17:32 UTC±00:00 |
|  | Argentine                     | 28                            |                |    | 26 mai 2019 - 14:20 UTC±00:00 | 26 mai 2019 - 14:20 UTC±00:00 |  |  | 26 mai 2019 - 17:32 UTC±00:00 | 26 mai 2019 - 17:32 UTC±00:00 |
|  | Espagne                       | 19                            |                |    | 26 mai 2019 - 14:20 UTC±00:00 | 26 mai 2019 - 14:20 UTC±00:00 |  |  | 26 mai 2019 - 17:32 UTC±00:00 | 26 mai 2019 - 17:32 UTC±00:00 |
|  | Espagne                       | 19                            | Argentine      | 5  |                               |                               |  |  | 26 mai 2019 - 17:32 UTC±00:00 | 26 mai 2019 - 17:32 UTC±00:00 |
|  | 26 mai 2019 - 10:52 UTC±00:00 |                               | Argentine      | 5  |                               |                               |  |  | 26 mai 2019 - 17:32 UTC±00:00 | 26 mai 2019 - 17:32 UTC±00:00 |
|  |                               | Samoa                         | 14             |    |                               |                               |  |  | 26 mai 2019 - 17:32 UTC±00:00 | 26 mai 2019 - 17:32 UTC±00:00 |
|  | Angleterre                    | Samoa                         | 14             | 19 |                               |                               |  |  | 26 mai 2019 - 17:32 UTC±00:00 | 26 mai 2019 - 17:32 UTC±00:00 |
|  | Angleterre                    |                               |                | 19 |                               |                               |  |  | 26 mai 2019 - 17:32 UTC±00:00 | 26 mai 2019 - 17:32 UTC±00:00 |
|  | Samoa                         | 24                            |                |    |                               |                               |  |  | 26 mai 2019 - 17:32 UTC±00:00 | 26 mai 2019 - 17:32 UTC±00:00 |
|  | Samoa                         | 24                            | Samoa          | 26 |                               |                               |  |  |                               |                               |
|  | 26 mai 2019 - 11:14 UTC±00:00 |                               | Samoa          | 26 |                               |                               |  |  |                               |                               |
|  |                               | Écosse                        | 17             |    |                               |                               |  |  |                               |                               |
|  | Pays de Galles                | Écosse                        | 17             | 17 |                               |                               |  |  |                               |                               |
|  | Pays de Galles                | 26 mai 2019 - 14:42 UTC±00:00 |                | 17 |                               |                               |  |  |                               |                               |
|  | Japon                         | 0                             |                |    |                               |                               |  |  |                               |                               |
|  | Japon                         | 0                             | Pays de Galles | 7  |                               |                               |  |  |                               |                               |
|  | 26 mai 2019 - 11:36 UTC±00:00 |                               | Pays de Galles | 7  |                               |                               |  |  |                               |                               |
|  |                               | Écosse                        | 33             |    |                               |                               |  |  |                               |                               |
|  | Kenya                         | Écosse                        | 33             | 21 |                               |                               |  |  |                               |                               |
|  | Kenya                         |                               |                | 21 |                               |                               |  |  |                               |                               |
|  | Écosse                        | 29                            |                |    |                               |                               |  |  |                               |                               |
|  | Écosse                        | 29                            |                |    |                               |                               |  |  |                               |                               |

### Matchs de classement

#### Challenge5eplace
|  | Demi-finales                  | Demi-finales                  |                  |    | Finale                        | Finale                        |
|  | Demi-finales                  | Demi-finales                  |                  |    | Finale                        | Finale                        |
|  |                               |                               |                  |    |                               |                               |
|  | 26 mai 2019 - 15:04 UTC±00:00 | 26 mai 2019 - 15:04 UTC±00:00 |                  |    | 26 mai 2019 - 18:07 UTC±00:00 | 26 mai 2019 - 18:07 UTC±00:00 |
|  | 26 mai 2019 - 15:04 UTC±00:00 | 26 mai 2019 - 15:04 UTC±00:00 |                  |    | 26 mai 2019 - 18:07 UTC±00:00 | 26 mai 2019 - 18:07 UTC±00:00 |
|  | Afrique du Sud                | 17                            |                  |    | 26 mai 2019 - 18:07 UTC±00:00 | 26 mai 2019 - 18:07 UTC±00:00 |
|  | Afrique du Sud                | 17                            |                  |    | 26 mai 2019 - 18:07 UTC±00:00 | 26 mai 2019 - 18:07 UTC±00:00 |
|  | Nouvelle-Zélande              | 21                            |                  |    | 26 mai 2019 - 18:07 UTC±00:00 | 26 mai 2019 - 18:07 UTC±00:00 |
|  | Nouvelle-Zélande              | 21                            | Nouvelle-Zélande | 35 |                               |                               |
|  | 26 mai 2019 - 15:26 UTC±00:00 |                               | Nouvelle-Zélande | 35 |                               |                               |
|  |                               | Irlande                       | 14               |    |                               |                               |
|  | Canada                        | Irlande                       | 14               | 14 |                               |                               |
|  | Canada                        |                               |                  | 14 |                               |                               |
|  | Irlande                       | 33                            |                  |    |                               |                               |
|  | Irlande                       | 33                            |                  |    |                               |                               |

#### Challenge13eplace
|  | Demi-finales                  | Demi-finales                  |            |    | Finale                        | Finale                        |
|  | Demi-finales                  | Demi-finales                  |            |    | Finale                        | Finale                        |
|  |                               |                               |            |    |                               |                               |
|  | 26 mai 2019 - 13:36 UTC±00:00 | 26 mai 2019 - 13:36 UTC±00:00 |            |    | 26 mai 2019 - 17:07 UTC±00:00 | 26 mai 2019 - 17:07 UTC±00:00 |
|  | 26 mai 2019 - 13:36 UTC±00:00 | 26 mai 2019 - 13:36 UTC±00:00 |            |    | 26 mai 2019 - 17:07 UTC±00:00 | 26 mai 2019 - 17:07 UTC±00:00 |
|  | Espagne                       | 21                            |            |    | 26 mai 2019 - 17:07 UTC±00:00 | 26 mai 2019 - 17:07 UTC±00:00 |
|  | Espagne                       | 21                            |            |    | 26 mai 2019 - 17:07 UTC±00:00 | 26 mai 2019 - 17:07 UTC±00:00 |
|  | Angleterre                    | 40                            |            |    | 26 mai 2019 - 17:07 UTC±00:00 | 26 mai 2019 - 17:07 UTC±00:00 |
|  | Angleterre                    | 40                            | Angleterre | 14 |                               |                               |
|  | 26 mai 2019 - 13:58 UTC±00:00 |                               | Angleterre | 14 |                               |                               |
|  |                               | Japon                         | 29         |    |                               |                               |
|  | Japon                         | Japon                         | 29         | 26 |                               |                               |
|  | Japon                         |                               |            | 26 |                               |                               |
|  | Kenya                         | 17                            |            |    |                               |                               |
|  | Kenya                         | 17                            |            |    |                               |                               |

## Bilan
Statistiques sportives 
- Meilleur(s) marqueur(s) d'essais du tournoi :  Aminiasi Tuimaba,  Maurice Longbottom (7 essais)

- Meilleur réalisateur :  Andrew Knewstubb (46 points)

- Impact player[5]:  Aminiasi Tuimaba (47 points)

- Joueur de la finale :  Meli Derenalagi

- Équipe type :

| Avants | Trois-quarts |
| ------ | ------------ |
|        |              |